# Cloud 19
Cloud 19 è il mixtape di debutto della cantautrice statunitense Kehlani pubblicato indipendentemente il 26 agosto 2014.  

## Descrizione
Il mixtape è stato pubblicato in versione digitale totalmente gratuito il 26 agosto 2014. È riconosciuto per aver dato inizio alla carriera musicale della cantante.

## Promozione
La prima canzone del mixtape, Get Away, è stata presentata in anteprima sul sito web di HotNewHipHop il 16 luglio 2014. Una versione remix con il rapper statunitense G-Eazy è stata successivamente pubblicata il 21 novembre 2014. Per il brano, FWU, è stato pubblicato il video musicale il 3 novembre 2014 ed è stato diretto da Martín Estévez. Il video musicale per 1st Position è stato diretto da David Camarena ed è stato pubblicato il 20 gennaio 2015 come ultimo video musicale del mixtape.

## Tracce
1. FWU (musica: Swagg R'Celious)
2. As I Am (musica: Red Vision of the Midi Mafia)
3. Get Away (musica: Jahaan Sweet)
4. Deserve Better (musica: Tommy Hittz)
5. How We Do Us (feat. Kyle Dion) (musica: Sweet)
6. 1st Position (musica: R'Celious)
7. Act a Fool (feat. Iamsu!) (musica: Prophit)
8. Tell Your Mama (musica: Nate Fox, JP Floyd, J Gramm Beats)

- Get Away campiona So Anxious di Ginuwine
- How We Do Us campiona This Is How We Do It di Montell Jordan
- First Position campiona Pump It Back degli Jodeci

## Accoglienza
David Drake di Complex ha definito FWU come "la terza canzone che dovresti ascoltare ovunque".